# Stauningalpen
De Stauningalpen (ook: Stauningsalpen, Deens: Stauning Alper) zijn een hooggebergte in Scoresbyland in Groenland. Het gebergte is gelegen in het oosten van het land in Nationaal park Noordoost-Groenland. De Deense poolreiziger Lauge Koch vernoemde ze in de vroege jaren 1930 naar de toenmalige Deense premier Thorvald Stauning. Het gebied is onbewoond. De dichtstbijzijnde nederzetting, Ittoqqortoormiit (Scoresbysund), ligt op ongeveer 150 km afstand.

## Geografie
De 500 kilometer ten noorden van de poolcirkel gelegen Stauningalpen strekken zich uit over 100 kilometer van noord naar zuid en omvatten een oppervlakte van ongeveer 6000 vierkante kilometer. Ze zijn in het noorden begrensd door het Koning Oscarfjord en Segelsällskapetfjord, in het westen door het Alpefjord, stukje Furesø, de Prinsessegletsjer en de Borgbjerggletsjer en in het zuiden door het Nordvestfjord en de meren Holger Danskes Briller. In het oosten wordt het gebergte begrensd door de valleien Skeldal en van Schuchert. In het zuidoosten grenst het gebergte aan het Jamesonland.
Aan de overzijde van de fjorden en dalen ligt in het noorden het Lyellland, in het noordoosten Traill Ø, in het oosten Jamesonland, in het zuidwesten Renland en in het westen Nathorstland.
Het gebergte bereikte zijn hoogste punt met de Dansketinden, met een hoogte van 2842 meter. Andere belangrijke bergen zijn Norsketinden (2797 m), Snetoppen (2763 m) en Korsspids (2751 m).
De Stauningalpen bestaan uit graniet, dat in het noorden harder is dan in het zuiden. Dit heeft ertoe geleid dat de bergen in het noorden ruiger zijn en in het zuiden sterk verweerd.

### Gletsjers
De bergdalen zijn gevuld met gletsjers die langzaam naar het noorden, oosten of het zuiden meanderen. Aan de westzijde zijn ze steil en hebben ze gevaarlijke ijsvallen. De gletsjers in het gebergte zijn onder andere:
- Prinsessegletsjer
- Spærregletsjer
- Duartgletsjer
- Krabbegletsjer
- Sefströmgletsjer
- Gullygletsjer
- Vikingegletsjer
- Sedgwickgletsjer
- Linnégletsjer
- Skjoldungegletsjer
- Bersærkergletsjer
- Kishmulgletsjer
- Skelgletsjer
- Schuchertgletsjer
- Storgletsjer
- Gannochygletsjer
- Roslingletsjer
- Bjørnbogletsjer
- Mercuriusgletsjer
- Marsgletsjer
- Jupitergletsjer
- Oriongletsjer
- Oxfordgletsjer
- Neptunusgletsjer (Løberen)
- Tritongletsjer
- Borgbjerggletsjer